# Championnat de Corée du Sud de football 1999
Navigation
Saison précédente Saison suivante
La saison 1999 du Championnat de Corée du Sud de football était la 17e édition de la première division sud-coréenne à poule unique, la K-League. Dix clubs prennent part au championnat au sein d'une poule unique, où toutes les équipes se rencontrent trois fois au cours de la saison. À la fin de cette première phase, les quatre premiers du classement disputent les play-off pour connaître le nouveau champion. Il n'y a pas de relégation en fin de saison, au vu du faible nombre d'équipes engagées dans la compétition.
C'est le club de Suwon Samsung Bluewings, tenant du titre, qui remporte à nouveau la compétition cette saison en battant en finale Busan Daewoo Royals. C'est le 2e titre de champion de Corée du Sud de l'histoire du club.

## Les 10 clubs participants
| - Bucheon SK - Busan Daewoo Royals - Hyundai Horang-i - Pohang Steelers - Suwon Samsung Bluewings | - Anyang LG Cheetahs - Cheonan Ilhwa Chunmaa - Chonbuk Dinos - Chunnam Dragons - Daejeon Citizen |

## Compétition
Lors des matchs de championnat, il ne peut pas y avoir de match nul (une prolongation avec but en or et éventuellement une séance de tirs au but sont disputées). Le barème se décompose ainsi :
- Victoire à l'issue du temps réglementaire : 3 points
- Victoire grâce au but en or : 2 points
- Victoire après la séance de tirs au but : 1 point
- Défaite : 0 point